# Fritz Paschold

Fritz Paschold

Fritz Paschold (* 26. März 1888 in Sömmerda; † 25. Juni 1972 in Eberbach) war ein deutscher Politiker (NSDAP).

## Leben und Wirken
Nach dem Besuch der Volksschule wurde Fritz Paschold an der gewerblichen Fachschule in Coburg ausgebildet. Später war er im Bau- und Fernsprechdienst der Reichspost tätig. Von 1908 bis 1910 gehörte Paschold dem Kurhessischen Pionier-Bataillon 11 an. Vom 11. August 1914 bis zum Dezember 1918 nahm Paschold am Ersten Weltkrieg teil.
Zum 13. Mai 1925 trat Paschold der NSDAP bei (Mitgliedsnummer 4.596). Im November 1928 übernahm Paschold sein erstes öffentliches Amt, als er zum Stadtrat im thüringischen Sonneberg ernannt wurde. Vier Jahre später, im August 1932, wurde er als Abgeordneter in den Thüringischen Landtag gewählt.
Von November 1933 bis zum Ende der NS-Herrschaft im Frühjahr 1945 gehörte Paschold dem nationalsozialistischen Reichstag als Abgeordneter für den Wahlkreis 12 (Thüringen) an. 
In der Sturmabteilung (SA), dem paramilitärischen Arm der NS-Bewegung, hatte Paschold seit 1930 den Rang eines Standartenführers, seit dem 9. November 1934 den Rang eines SA-Oberführers und seit dem 9. November 1937 den Rang eines SA-Brigadeführers inne. Daneben bekleidete er das Amt des Leiters der Gerichts- und Rechtsabteilung der SA-Gruppe Thüringen.